# HMS Valiant (S102)
Pour les autres navires du même nom, voir HMS Valiant.
Le HMS Valiant (pennant number : S102) est le deuxième sous-marin à propulsion nucléaire britannique, et le navire de tête de la classe Valiant, composée de seulement deux unités. Il a été commandé le 31 août 1960. Sa quille a été posée le 22 janvier 1962. Il a été lancé le 3 décembre 1963 avec pour marraine Lady Thorneycroft. Finalement, il est entré en service le 18 juillet 1966. Il est sixième (et le dernier, à ce jour) bâtiment de la Royal Navy nommé HMS Valiant.

## Engagements
Il a été réaménagé en 1970, 1977 et 1989.
En 1977, le HMS Valiant suivait un sous-marin soviétique en Méditerranée orientale lorsqu’il a subi une fuite de conduite d’eau de mer, qui a inondé le compartiment du réacteur. Le réacteur a été arrêté, et le compartiment remis à sec par les pompes. Après un nettoyage du compartiment, le réacteur a été remis en marche. 
Le HMS Valiant a pris part à la guerre des Malouines en 1982, arrivant dans la zone de guerre le 17 mai. Il a transmis plus de 300 alertes aériennes précoces et a passé 101 jours en patrouille au large des côtes argentines de Patagonie. Le HMS Valiant a subi des dommages mineurs alors qu’il était en immersion, lorsqu’un avion argentin revenant d’une mission a largué ses bombes près du sous-marin.
En novembre 2010, il a été rapporté dans le Hansard que le HMS Valiant s’était échoué en mars 1991 dans le Nord de la mer de Norvège.
À la suite du développement d’un problème de réacteur en juin 1994, il a été désarmé le 12 août 1994. Sa coque et son réacteur sont actuellement stockés à flot à HMNB Devonport à Plymouth, Devon, jusqu’à ce que des installations soient disponibles pour le stockage à long terme de ses composants radioactifs.
Le HMS Courageous (S50) a été sélectionné pour devenir un navire musée afin de représenter la flotte de sous-marins nucléaires de la Royal Navy pendant la guerre froide. Les pièces nécessaires pour restaurer le HMS Courageous ont été retirées du Valiant.